# Chestfield
Chestfield – wieś w Anglii, w hrabstwie Kent, w dystrykcie Canterbury. Leży 10 km na północ od miasta Canterbury i 85 km na wschód od centrum Londynu.
W 2001 miejscowość liczyła 2915 mieszkańców.